# Heichelheim
Heichelheim è una frazione della città tedesca di Am Ettersberg, nel Land della Turingia.

## Storia
Il 1º gennaio 2019 il comune di Heichelheim venne fuso con la città di Buttelstedt e con i comuni di Berlstedt, Großobringen, Kleinobringen, Krautheim, Ramsla, Sachsenhausen, Schwerstedt, Vippachedelhausen e Wohlsborn, formando la nuova città di Am Ettersberg.